# Zeluroides americanus
Zeluroides americanus är en insektsart som beskrevs av Lent och Peter Wolfgang Wygodzinsky 1948. Zeluroides americanus ingår i släktet Zeluroides och familjen rovskinnbaggar. Inga underarter finns listade i Catalogue of Life.